# Strzelectwo na Letnich Igrzyskach Olimpijskich 2008 – skeet kobiet
Skeet kobiet to konkurencja rozegrana 14 sierpnia 2008 roku. Zawody składały się z dwóch rund: kwalifikacyjnej i finałowej.

## Runda kwalifikacyjna
W kwalifikacjach wystąpiło 19 zawodniczek. Każda z nich oddała 75 strzałów (3 serie po 25 strzałów). Do finału zakwalifikowało się 6 najlepszych zawodniczek. Chiara Cainero ustanowiła rekord olimpijski rundy kwalifikacyjnej.
| Pozycja | Zawodniczka             | Kraj              | 1  | 2  | 3  | Łącznie | Uwagi |
| ------- | ----------------------- | ----------------- | -- | -- | -- | ------- | ----- |
| 1       | Chiara Cainero          | Włochy            | 25 | 23 | 24 | 72      | Q,OR  |
| 2       | Sutiya Jiewchaloemmit   | Tajlandia         | 23 | 23 | 25 | 71      | Q     |
| 3       | Kim Rhode               | Stany Zjednoczone | 24 | 23 | 23 | 70      | Q     |
| 4       | Christine Brinker       | Niemcy            | 25 | 22 | 23 | 70      | Q     |
| 5       | Wei Ning                | Chiny             | 25 | 23 | 22 | 70      | Q     |
| 6       | Nathalie Larsson        | Szwecja           | 23 | 23 | 23 | 69      | Q     |
| 7       | Andri Eleftheriou       | Cypr              | 22 | 23 | 22 | 67      |       |
| 8       | Danka Barteková         | Słowacja          | 23 | 22 | 22 | 67      |       |
| 9       | Pak Jong-ran            | Korea Północna    | 20 | 23 | 23 | 66      |       |
| 10      | Lucia Mihalache         | Rumunia           | 23 | 20 | 23 | 66      |       |
| 11      | Natalia Rahman          | Australia         | 22 | 23 | 21 | 66      |       |
| 12      | Swietłana Demina        | Rosja             | 22 | 23 | 21 | 66      |       |
| 13      | Diána Igaly             | Węgry             | 22 | 23 | 21 | 66      |       |
| 14      | Elena Little            | Wielka Brytania   | 24 | 21 | 21 | 66      |       |
| 15      | Zemfira Meftachetdinowa | Azerbejdżan       | 22 | 21 | 20 | 63      |       |
| 16      | Veronique Girardet      | Francja           | 22 | 22 | 19 | 63      |       |
| 17      | Marjut Heinonen         | Finlandia         | 21 | 21 | 19 | 61      |       |
| 18      | Kim Min-ji              | Korea Południowa  | 21 | 18 | 16 | 55      |       |
| 19      | Mona El-Hawary          | Egipt             | 18 | 16 | 16 | 50      |       |

Q Kwalifikacja do finału
OR Rekord olimpijski

## Runda finałowa
W rundzie finałowej każda z zawodniczek oddała 25 strzałów (1 seria). Do ustalenia kolejności na podium konieczne było rozegranie dogrywki. Również o 4. i 5. miejscu decydowała dogrywka.
Wszystkie zawodniczki które zajęły miejsca na podium ustanowiły rekord olimpijski rundy finałowej.
| Pozycja | Zawodnik              | Kraj              | Kwal | Finał | Łącznie | 4. miejsce dogrywka | Złoto dogrywka | Srebro dogrywka | Uwagi |
| ------- | --------------------- | ----------------- | ---- | ----- | ------- | ------------------- | -------------- | --------------- | ----- |
| 1 !     | Chiara Cainero        | Włochy            | 72   | 21    | 93      |                     | 2              |                 | OR    |
| 2 !     | Kim Rhode             | Stany Zjednoczone | 70   | 23    | 93      |                     | 1              | 2               | OR    |
| 3 !     | Christine Brinker     | Niemcy            | 70   | 23    | 93      |                     | 1              | 1               | OR    |
| 4       | Nathalie Larsson      | Szwecja           | 69   | 23    | 92      | 2                   |                |                 |       |
| 5       | Sutiya Jiewchaloemmit | Tajlandia         | 71   | 21    | 92      | 1                   |                |                 |       |
| 6       | Wei Ning              | Chiny             | 70   | 21    | 91      |                     |                |                 |       |